# Operation Royal Marine
Schlacht um die Niederlande

Maastricht – Mill – Den Haag – Rotterdam – Zeeland – Grebbeberg – Afsluitdijk – Bombardierung von Rotterdam
Invasion von Luxemburg

Schusterlinie
Schlacht um Belgien

Fort Eben-Emael – K-W-Linie – Dyle-Plan – Hannut – Gembloux – Lys
Schlacht um Frankreich

Ardennen – Sedan – Maginot-Linie – Weygand-Linie – Arras – Boulogne – Calais – Dünkirchen (Dynamo – Wormhout) – Abbeville – Lille – Paula – Fall Rot – Aisne – Westalpen – Cycle – Saumur – Lagarde – Aerial – Fall Braun
Die Operation Royal Marine (auch Operation Marine genannt) war eine für das Frühjahr 1940 geplante alliierte Militäroperation im Zweiten Weltkrieg.
Der von Winston Churchill vorgeschlagene Plan sah vor, auf französischem Gebiet Seeminen in den Rhein zu werfen, die flussabwärts treiben und als Kontaktminen Schiffe und Brücken zerstören sollten. Dies sollte den Rhein als wirtschaftlichen Faktor und Hauptverkehrsader blockieren und die deutschen Streitkräfte in ihren Aktionen gegen Frankreich behindern. Der Plan sollte durch seine Außergewöhnlichkeit von der geplanten und mit Frankreich abgestimmten Besetzung Norwegens (Operation Wilfred und Plan R 4) ablenken und mit dieser zusammen durchgeführt werden. Die französische Zustimmung durch Édouard Daladier zu den britischen Plänen verzögerte sich jedoch. Als schließlich die Entscheidung getroffen worden war, die Operation Marine unabhängig von der Operation Wilfred durchzuführen, wurde der Plan zur Operation Marine zurückgezogen, weil am 8. und 9. April 1940 das Auslaufen der deutschen Besatzungsverbände für Norwegen bekannt wurde. Ab dem 24. Mai 1940 wurden über 2.400 Treibminen von der Royal Navy in die Zuflüsse von Rhein, Mosel und Maas eingebracht. Zum Ende der Operation wurden in geringem Umfang Treibminen von Flugzeugen der Royal Air Force abgeworfen.
Pläne zu „Royal Marine operation (fluvial mines in Rhine etc.)“ sind in der zweiten Jahreshälfte 1944 bis Anfang 1945 erneut in Churchill Kabinettsvorlagen aufgeführt.